# サンタ・クローチェ・カメリーナ
サンタ・クローチェ・カメリーナ（イタリア語: Santa Croce Camerina, シチリア語: Santa Cruci）は、イタリア共和国シチリア州ラグーザ県にある、人口約11,000人の基礎自治体（コムーネ）。

## 地理

### 位置・広がり

#### 隣接コムーネ
隣接するコムーネは以下の通り。
- ラグーザ

## 行政

### 分離集落
サンタ・クローチェ・カメリーナには、以下の分離集落（フラツィオーネ）がある。
- Casuzze, Kaukana, Punta Secca, Punta Braccetto